# Argyropeza
Argyropeza is een geslacht van slakken uit de familie van de Cerithiidae. De wetenschappelijke naam van het geslacht is voor het eerst geldig gepubliceerd in 1901 door Melvill en Standen.

## Soorten
De volgende soorten zijn bij het geslacht ingedeeld:
- Argyropeza divina Melvill & Standen, 1901
- Argyropeza izekiana Kuroda, 1949
- Argyropeza leucocephala (Watson, 1886)
- Argyropeza schepmaniana Melvill, 1912
- Argyropeza verecunda (Melvill & Standen, 1903)